# Rob Miller
Pour les articles homonymes, voir Miller.

a Compétitions nationales et continentales officielles uniquement.

b Matchs officiels uniquement.
Dernière mise à jour le 23 janvier 2024.
Rob Miller, né le 5 août 1989 à Carlisle (Angleterre), est un joueur anglais de rugby à XV évoluant aux postes d'arrière ou demi d'ouverture.
Après avoir été remarqué en quatrième division anglaise par les Newcastle Falcons, il intègre ces derniers en 2008 et fait ses débuts professionnels avec eux à l'âge de dix-huit ans seulement. Toujours en 2008 et également en 2009, il est double finaliste du Championnat du monde junior avec l'équipe d'Angleterre des moins de 20 ans. En 2010, il change de club et rejoint les Sale Sharks. De 2014 à 2022, il évolue ensuite pour les Wasps.

## Biographie
Rob Miller naît à Carlisle en Angleterre. En 2007-2008, il remporte le championnat d'Angleterre de quatrième division avec le club de Tynedale RFC. Durant cette même saison, il est repéré par les Newcastle Falcons, club de Premiership, qu'il intègre et fait ses débuts professionnels à seulement dix-huit ans dans cette compétition face à Bristol Rugby au poste de demi d'ouverture,, il inscrit son premier essai à cette occasion et est nommé homme du match lors de la victoire 28 à 8 de son équipe.
En 2008 et 2009, il représente l'équipe d'Angleterre des moins de 20 ans, après avoir représenté les sélections des moins de 16 et 18 ans auparavant. Lors du Championnat du monde junior 2008, il est remplaçant lors de la finale perdue largement 38 à 3 face à la Nouvelle-Zélande. L'édition suivante est du même acabit, les jeunes Anglais s'inclinent une nouvelle fois en finale contre leurs homologues Néo-Zélandais, cette fois-ci sur le score de 44 à 28, Rob Miller est de nouveau remplaçant pour ce match.
Durant l'été 2010, il quitte les Newcastle Falcons pour rejoindre les Sale Sharks,. Avec ces derniers, il termine meilleur marqueur d'essais de la saison 2011-2012 de Premiership avec dix réalisations.
Lors de la saison 2012-2013, son club se qualifie en finale de la Coupe anglo-galloise, il prend notamment part à quatre matchs de cette compétition, mais il ne dispute pas la finale perdue 14 à 32 face aux Harlequins.
À partir de la saison 2014-2015, il change de club et rejoint les Wasps.
En 2017 et 2020, son club termine finaliste de la Premiership, Rob Miller ne participe pas à ces deux finales perdues face aux Exeter Chiefs,.
Après la saison 2021-2022, il n'est pas conservé par les Wasps pour des raisons financières.

## Palmarès

### En club
- Vainqueur du Championnat d'Angleterre de 4e division en 2008 avec Tynedale RFC.
- Finaliste de la Coupe anglo-galloise en 2013 avec les Sale Sharks.
- Finaliste du Championnat d'Angleterre en 2017 et 2020 avec les Wasps.

### En équipe nationale
- Finaliste du Championnat du monde junior en 2008 et 2009 avec l'équipe d'Angleterre des moins de 20 ans.

### Distinctions personnelles
- Meilleur marqueur d'essais du Championnat d'Angleterre en 2012 (10 essais).